# Sprintvärldsmästerskapen i kanotsport 1994
Sprintvärldsmästerskapen i kanotsport 1994 anordnades i Mexico City i Mexiko.

## Medaljsummering
| Pl.    | Nation     | Guld | Silver | Brons | Totalt |
| ------ | ---------- | ---- | ------ | ----- | ------ |
| 1      | Ungern     | 6    | 12     | 2     | 20     |
| 2      | Tyskland   | 4    | 2      | 3     | 9      |
| 3      | Rumänien   | 1    | 5      | 1     | 7      |
| 4      | Polen      | 2    | 1      | 2     | 5      |
| 5      | Ryssland   | 4    | 0      | 0     | 4      |
| 6      | Bulgarien  | 2    | 1      | 1     | 4      |
| 7      | Australien | 1    | 1      | 1     | 3      |
| 8      | Ukraina    | 0    | 0      | 3     | 3      |
| 9      | Belarus    | 2    | 0      | 0     | 2      |
| 10     | Italien    | 0    | 1      | 1     | 2      |
| 11     | Sverige    | 0    | 1      | 1     | 2      |
| 12     | Kanada     | 0    | 0      | 2     | 2      |
| 13     | Norge      | 0    | 0      | 2     | 2      |
| 14     | Danmark    | 1    | 0      | 0     | 1      |
| 15     | Lettland   | 1    | 0      | 0     | 1      |
| 16     | Tjeckien   | 0    | 0      | 1     | 1      |
| 17     | Frankrike  | 0    | 0      | 1     | 1      |
| 18     | Mexiko     | 0    | 0      | 1     | 1      |
| 19     | Slovakien  | 0    | 0      | 1     | 1      |
| 20     | Spanien    | 0    | 0      | 1     | 1      |
| Totalt | Totalt     | 24   | 24     | 24    | 72     |

### Herrar

#### Kanadensare
| Gren       | Guld                                                                        | Tid | Silver                                                            | Tid | Brons                                                                 | Tid |
| C-1 200 m  | Nikolai Buhalov (BUL)                                                       |     | Ervin Hoffman (HUN)                                               |     | Mychajlo Slyvynskyj (UKR)                                             |     |
| C-1 500 m  | Nikolai Buhalov (BUL)                                                       |     | Imre Pulai (HUN)                                                  |     | Mychajlo Slyvynskyj (UKR)                                             |     |
| C-1 1000 m | Ivans Klementjevs (LAT)                                                     |     | Nikolai Buhalov (BUL)                                             |     | Victor Partnoi (ROU)                                                  |     |
| C-2 200 m  | Belarus Aljaksandr Masiajkoŭ Dzmitryj Daŭhaljonak                           |     | Ungern György Kolonics Csaba Horváth                              |     | Frankrike Oliver Bolivn Sylvain Hoyer                                 |     |
| C-2 500 m  | Rumänien Gheorghe Andriev Grigore Obreja                                    |     | Ungern György Kolonics Csaba Horváth                              |     | Bulgarien Blagovest Stojanov Martin Marinov                           |     |
| C-2 1000 m | Tyskland Andreas Dittmer Gunar Kirchbach                                    |     | Ungern Ferenc Novák Gáspár Boldiszár                              |     | Polen Dariusz Koszykowski Tomasz Goliasz                              |     |
| C-4 200 m  | Ryssland Pavel Konovalov Andrej Kabanov Sergej Tjemerov Aleksandr Kostoglod |     | Ungern György Kolonics Csaba Horváth Attila Szabó Ervin Hoffman   |     | Tjeckien Petr Procházka Tomáš Křivánek Roman Dittrich Waldemar Fibgir |     |
| C-4 500 m  | Ungern Ervin Hoffman Attila Szabó Gáspár Boldiszár Ferenc Novák             |     | Rumänien Marcel Glavin Cosmin Pasca Antonel Borsan Florin Popescu |     | Slovakien Slavomír Kňazovický Peter Páleš Csaba Orosz Juraj Filip     |     |
| C-4 1000 m | Ungern Imre Pulai György Kolonics Tibor Takács Csaba Horváth                |     | Rumänien Marcel Glavin Cosmin Pasca Antonel Borsan Florin Popescu |     | Mexiko Juan Martinez Antonio Romero Ramón Ferrer Benjamín Castaneda   |     |

#### Kajak
| Gren       | Guld                                                                      | Tid | Silver                                                                | Tid | Brons                                                                 | Tid |
| K-1 200 m  | Siarhej Kalesnik (BLR)                                                    |     | Vince Fehérvári (HUN)                                                 |     | Miguel Garcia (ESP)                                                   |     |
| K-1 500 m  | Zsolt Borhi (HUN)                                                         |     | Daniel Collins (AUS)                                                  |     | Knut Holmann (NOR)                                                    |     |
| K-1 1000 m | Clint Robinson (AUS)                                                      |     | Zsolt Borhi (HUN)                                                     |     | Knut Holmann (NOR)                                                    |     |
| K-2 200 m  | Polen Maciej Freimut Adam Wysocki                                         |     | Rumänien Romică Şerban Daniel Stojan                                  |     | Tyskland Kay Bluhm Torsten Guitsche                                   |     |
| K-2 500 m  | Tyskland Kay Bluhm Torsten Guitsche                                       |     | Ungern András Rajna Attila Androvicz                                  |     | Australien Martin Hunter Clint Robinson                               |     |
| K-2 1000 m | Danmark Jesper Staal Thor Nielsen                                         |     | Italien Antonio Rossi Daniele Scarpa                                  |     | Ungern István Beé István Szijarto                                     |     |
| K-4 200 m  | Ryssland Anatolij Tisjtjenko Oleg Gorobij Sergej Verlin Viktor Denisov    |     | Rumänien Floran Scoica Sorin Petcu Martin Popescu Geza Magyar         |     | Ukraina Michał Śliwiński Andrej Petrov Jurij Kichajev Andrej Borzukov |     |
| K-4 500 m  | Ryssland Viktor Denisov Anatolij Tisjtjenko Sergej Verlin Oleg Gorobij    |     | Rumänien Floran Scoica Sorin Petcu Martin Popescu Geza Magyar         |     | Ungern Gábor Horváth Ferenc Csipes Zoltán Antal Róbert Hegedűs        |     |
| K-4 1000 m | Ryssland Viktor Denisov Anatolij Tisjtjenko Aleksandr Ivanik Oleg Gorobij |     | Polen Piotr Markiewicz Grzegorz Kotowicz Adam Wysocki Marek Witkowski |     | Tyskland Thomas Reineck Oliver Kegel André Wohllebe Mario von Appen   |     |

### Damer

#### Kajak
| Gren      | Guld                                                               | Tid | Silver                                                             | Tid | Brons                                                                | Tid |
| K-1 200 m | Rita Kőbán (HUN)                                                   |     | Anna Olsson (SWE)                                                  |     | Caroline Brunet (CAN)                                                |     |
| K-1 500 m | Birgit Schmidt (GER)                                               |     | Rita Kőbán (HUN)                                                   |     | Josefa Idem (ITA)                                                    |     |
| K-2 200 m | Ungern Éva Dónusz Eva Laky                                         |     | Tyskland Birgit Schmidt Daniela Gleue                              |     | Polen Barbara Hacjel Elżbieta Urbańczyk                              |     |
| K-2 500 m | Polen Elżbieta Urbańczyk Barbara Hacjel                            |     | Ungern Kinga Czigány Szilvia Mednyánszky                           |     | Tyskland Birgit Schmidt Daniela Gleue                                |     |
| K-4 200 m | Ungern Éva Dónusz Szilvia Mednyánszky Eva Laky Rita Kőbán          |     | Tyskland Birgit Schmidt Anett Schuck Ramona Portwich Daniela Gleue |     | Kanada Caroline Brunet Klari MacAskill Alison Herst Corrina Kennedy  |     |
| K-4 500 m | Tyskland Birgit Schmidt Ramona Portwich Anett Schuck Daniela Gleue |     | Ungern Kinga Czigány Éva Dónusz Rita Kőbán Szilvia Mednyánszky     |     | Sverige Anna Olsson Suzanne Rosenquist Maria Haglund Ingela Ericsson |     |